# Советская история (фильм)
«Советская история» (латыш. Padomju stāsts, англ. The Soviet Story) — документальный фильм латвийского режиссёра Эдвинса Шнуоре, снятый на средства блока национал-консервативных партий «Союз за Европу наций», о сталинских репрессиях, расстреле польских офицеров в Катыни, сотрудничестве СССР и нацистской Германии.
Фильм был показан телеканалами:
LTV1 (Латвия) 17 июня 2008,
RTR SLO (Словения) 13 апреля 2009,
Рустави 2 (Грузия) 10 июля 2008,
УТ-1 (Украина) 23 ноября 2008,
LTV (Литва) 5 ноября 2008,
БелСат (Польша) 4 июля 2009,
ETV (Эстония) 1 сентября 2009.
Фильм демонстрировался в кинотеатрах Латвии и США, а также в школах и университетах Латвии, Словакии, Чехии, Польши, США и других стран.

## Сюжет

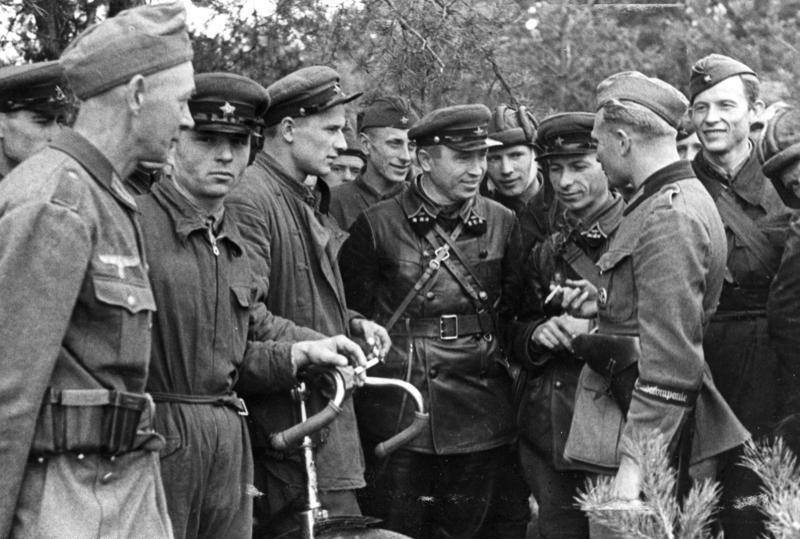
Офицеры Вермахта и Красной Армии в сентябре 1939 года в оккупированной Польше

В основу сюжета фильма, работа над которым велась около 10 лет, лёг рассказ о Голодоморе на Украине (1932—1933) и Катынском расстреле, сотрудничестве между гестапо и НКВД СССР, массовых депортациях в СССР после Второй мировой войны и медицинских экспериментах, которые, по мнению авторов фильма, проводились над заключёнными ГУЛАГа.
Эдвинс Шнуоре о своей картине:

Эксперты, которые представлены в картине, подбирались с особой тщательностью. Я искал людей, которые, будучи специалистами, могли бы дать глубокую оценку происходившему в советский период.

### Вопросы, поднятые в фильме
- Существование заградотрядов во время Великой Отечественной войны (существование спецотрядов НКВД). При этом в фильме говорится о том, что спецотряды НКВД не просто возвращали бежавших с поля боя, а расстреливали их из пулемётов.
- Квоты на расстрел во время Большого террора.
- Сотрудничество НКВД и гестапо, а также о якобы договоре между этими организациями по поводу совместного уничтожения евреев.
- Медицинские эксперименты над заключёнными лагеря Бутугычаг[3].
- Массовые захоронения в украинском лесу расстрелянных в результате репрессий.
- Довоенное сотрудничество и дружба СССР и Третьего рейха.
- Сравнение нацизма и сталинизма.

## Создание фильма
К созданию фильма были привлечены несколько десятков экспертов, в том числе и переживших советские репрессии. Некоторые из них:
- профессор Кембриджского университета, историк Норман Дэйвис;
- преподаватель Кембриджского университета Джордж Ватсон;
- экс-президент СССР Михаил Горбачёв;
- писатель, бывший полковник Главного разведывательного управления СССР Герой Советского Союза Владимир Карпов;
- профессор Сорбонны Франсуаза Тома;
- сотрудник Парижского института социальной истории Франсуа Ригало;
- российский историк Наталия Лебедева;
- российский историк и филолог Борис Соколов;
- руководитель польской комиссии Международного правозащитного общества «Мемориал» Александр Гурьянов;
- советский диссидент Владимир Буковский;
- российский историк Сергей Случ;
- британский публицист Виктор Суворов (В. Резун);
- европарламентарии из Великобритании, Финляндии, Польши, Германии; члены партии Тевземей ун Бривибай; европарламентарии от Латвии Гиртс Валдис Кристовскис, Инесе Вайдере и др.[4]

В проекте фильм назывался «Русский миф» (латыш. Krievu mīts), однако впоследствии название было изменено, «чтобы не оскорблять весь русский народ».
Режиссёр фильма Эдвинс Шнуоре считает, что критики фильма называют фашистами всех, кто не согласен с политикой Кремля. Он утверждает, что «Советская история» осуждает фашизм и нацизм. По мнению режиссёра, люди, с которыми глава Антифашистского комитета Финляндии Йохан Бекман выступил на совместной пресс-конференции с критикой фильма, связаны с экстремизмом и неонацизмом в России, Латвии и Эстонии. Также, по мнению режиссёра, критиков объединяет то, что «они свободно говорят по-русски и путешествуют регулярно в Россию».

## Оценки

### Положительные
Иварс Иябс, политолог (Латвия):

В любом случае идеологическая работа проведена с честью, а оценивать фильм в категориях «исторической объективности», пожалуй, нет необходимости. Надеюсь, что на Западе фильм посмотрит большое количество зрителей.

Депутат ЕП от Латвии и один из вдохновителей фильма Гиртс Валдис Кристовскис:

«Советская история» — это только начальное решение, которое должно расшевелить общественное мышление, заставить задуматься. Эта работа должна продолжаться, во имя будущей безопасности и согласия в Европе должен идти честный диалог о тех тоталитарных режимах, которые правили в Европе.

Фильм нужен не для того, чтобы найти виноватых, а чтобы показать общие черты режимов, которые мир считает враждующими. Но главная цель — дать свободу русским. Пока они не поймут своё прошлое, они не смогут сбросить его оковы.

Журнал «The Economist» в редакционной статье написал:

Сожжение чучела (автора фильма) на политической демонстрации русскими националистическими хулиганами сродни присвоению своего рода «Оскара»… Фильм «The Soviet Story» является наиболее мощным антидотом против санитарной обработки прошлого… Фильм захватывающий, смелый и бескомпромиссный.

Президент Латвии Валдис Затлерс считает, что фильм очень пригодится для того, чтобы «разъяснять международной общественности нашу государственную историю».

### Отрицательные
Один из экспертов, выступавших в фильме, историк Борис Соколов:

Я там только выступил экспертом и могу отвечать только за то, что я сам там говорю. Я говорил Шноре, что некоторые его сюжеты — явная фальшивка и он на неё купился. Например, договор Берии с Мюллером о совместном уничтожении евреев.

Депутат Сейма от «Центра согласия» и член парламентской делегации Латвии в ПАСЕ Борис Цилевич:

Евродепутаты-тевземцы понимают, что ничего полезного за четыре года в Европарламенте не сделали, и теперь им остаётся делать вид, что они отстаивают национальные идеи. Правда, от их деятельности репутация нашей страны только страдает: на Латвию в Европе снова начинают смотреть как на маленькую, провинциальную страну.

После просмотра фильма российский историк А. Р. Дюков написал в своём блоге, что у него возникло желание убить режиссёра и сжечь латышское посольство. Это высказывание вызвало бурную реакцию в Латвии: глава Министерства иностранных дел Латвии Марис Риекстиньш выразил предположение, что А. Дюков, «скорее всего, психически неуравновешенный человек».
Историк А. Дюков также выступил в ходе пикета у посольства Латвии в Москве, участники которого повесили и сожгли чучело режиссёра картины Эдвина Шнёре. А. Р. Дюков писал:

Фирменный приём авторов фильма — показ сначала вскидывающих руки в нацистском приветствии немцев, а затем кого-нибудь из советского руководства, чьё движение рукой похоже на этот салют. Ещё лучше: показать парад Победы в Москве и перебивать кадры картинками с трупами. Вообще демонстрация трупов во всевозможных ракурсах занимает большую часть фильма <…> По фальшивкам: при первом просмотре замечены следующие фальшивки: «Генеральное соглашение между НКВД и Гестапо», рисунки сумасшедшего сотрудника МВД Данцига Бадаева, поделка Мельникоффа о «медицинских экспериментах в ГУЛАГе», кадры голода в Поволжье 1921 г., привычно выдающиеся за «голодомор», отрывки из нацистского пропагандистского фильма «Год ужаса» с изуродованными латышскими коллаборационистами трупами «жертв большевизма» <…> С технологической точки зрения фильм снят очень хорошо, с использованием компьютерной графики и грамотным монтажом. Очень сильно бьёт по чувствам; латышские политики, которые показывают ТАКОЕ школьникам — просто опьянённые ненавистью к России безумцы. Какие психологические травмы просмотр фильма наносит детям, страшно подумать. Я человек спокойный, но после просмотра 2/3 фильма у меня было одно желание: лично убить режиссёра и сжечь <…> латышское посольство.

Впоследствии вышла брошюра А. Дюкова «The Soviet Story. Механизм лжи», в которой он представил детальный анализ найденных им ложных утверждений, фальшивых документов и манипуляций видеорядом. Мнение историка нашло широкую поддержку.
Депутат Госдумы, член комитета по международным делам Валерий Богомолов:

Позиция Европарламента, профинансировавшего латвийский фильм, вызывает недоумение. В Латвии действуют существенные ограничения в отношении русскоговорящих жителей, у них нет права участвовать в выборах. Даже на уровне муниципалитетов. Зачастую у иностранца в этой стране прав больше, чем у русского, родившегося в Латвии и прожившего там всю жизнь. Латвия вступила в НАТО и ЕС. Что, там стало от этого больше демократии? Или от фильма про «советскую оккупацию» станет больше демократии? Что, такие фильмы способствуют внутриполитическому спокойствию и защите прав национальных меньшинств в стране? Думаю, европейским коллегам надо было задать себе эти вопросы, прежде чем подписывать грант на антисоветскую, а по сути антироссийскую пропаганду.

8 декабря в Медиа-центре «Известий» состоялась пресс-конференция на тему: «Фильм „The Soviet Story“: Антироссийская пропаганда по-латвийски», на которой вновь прозвучали обвинения в пропаганде, прямой лжи и манипуляции с видеорядом. С осуждением выступили политолог Владимир Симиндей, профессор факультета психологии МГУ им. М. В. Ломоносова, доктор психологических наук Александр Тхостов, член Антифашистского комитета Латвии Сергей Малаховский, советник «Горбачёв-фонда», доктор исторических наук Александр Галкин, президент продюсерского центра «Третий Рим» Валерий Шеховцов, режиссёр фильма «Нацизм по-прибалтийски» Борис Чертков.
Начальник отдела Латвии МИД России Владимир Иванов отнёс фильм к «разряду геббельсовской пропаганды». Интересно, что министр юстиции Гайдис Берзиньш предложил показывать фильм во всех школах Латвии.
Татьяна Жданок, депутат Европарламента, назвала фильм «замешанной на русофобии пропагандистской поделкой, которую пытаются выдать за „новое слово в истории“».
Федерация еврейских общин России выразила удивление высказанными в фильме утверждениями представителей Латвии по поводу того, что СССР якобы помогал нацистской Германии «поощрять Холокост». Глава департамента общественных связей ФЕОР России Борух Горин расценил фильм как попытку «переложить вину» с реальных преступников — членов легионов СС, в том числе балтийских, на других людей. По его словам, в Латвии часто наблюдается стремление «пересмотреть историю».

## Награды
24 сентября 2008 года фильм «Советская история» удостоен награды «Mass Impact Award» Бостонского кинофестиваля за отражение глобальной проблемы.

### Латвия
- Латвия наградила Шнёре орденом Трёх звёзд IV степени[31].
- Номинирован на «Latvian Film Prize» в категории Лучший документальный фильм.[32]

### Эстония
- «За вклад в выражение исторической истины» режиссёр Эдвинс Шнуоре стал кавалером эстонского ордена Крест Маарьямаа IV степени.